# Calipometrie

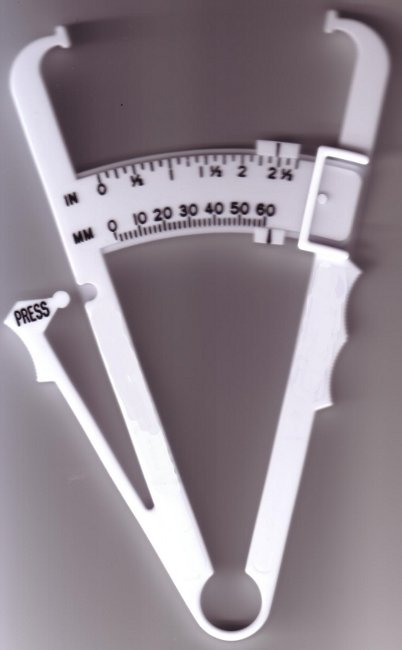
Caliperzange

Die Calipometrie (auch Kalipermetrie) ist eine Methode zur näherungsweisen Bestimmung des Körperfettanteils mittels Messung der Dicke bestimmter Hautfalten.

## Messung
An bestimmten Punkten des Körpers wird die Schichtdicke des Unterhautfettgewebes gemessen. Mit Daumen und Zeigefinger wird eine etwa fünf bis sieben Zentimeter große Körperfalte gegriffen und mit Hilfe eines Hautfaltenmessgeräts (auch Caliperzange oder Kaliper genannt) gemessen. Nach einrasten der Druckmesshilfe wird der Messwert abgenommen. Es empfiehlt sich, jede Falte dreifach zu messen und den Mittelwert zu berechnen. Das zangenartige Gerät sollte auf einen Messdruck von 10 g/Quadratmillimeter kalibriert sein, der durch eine entsprechende Federkonstruktion unabhängig von der Zangenöffnung bzw. der Hautfaltendicke ausgeübt wird. Es existieren Verfahren der Bestimmung aus zwei bis zehn Messpunkten. Aus der Summe dieser Messpunkte wird der prozentuale Körperfettgehalt mittels entsprechender Tabellen ermittelt. Problematisch ist möglicherweise, dass das reine Unterhautfettgewebe keine Aussage über das gesamte Körperfett zulässt. Für die Methode spricht allerdings, dass Fettgewebe hauptsächlich unter der Haut zu finden ist.
Zur groben Beurteilung wird allgemein die Messung an vier Messstellen als repräsentativ akzeptiert:
1. Über dem Musculus triceps brachii am hängenden Arm in der Mitte zwischen Acromionspitze und Olecranonspitze
2. Direkt über der unteren Schulterblattspitze im Stehen
3. Über dem Beckenkamm in der Axillarlinie im Stehen
4. über dem Bizeps bei entspannt angewinkeltem Oberarm

Es handelt sich bei diesem Messverfahren lediglich um Näherungswerte, die aber in der Praxis den individuellen Fettanteil mit hinreichender und reproduzierbarer Genauigkeit feststellen lassen.

## Berechnungsmethoden
| Formelzeichen         | Größe                                         |
| --------------------- | --------------------------------------------- |
| {\displaystyle F}     | Körperfettanteil                              |
| {\displaystyle a}     | Alter in Jahren                               |
| {\displaystyle m}     | Gewicht in kg                                 |
| {\displaystyle d}     | Faltendicke in mm                             |
| {\displaystyle S}     | Summe der Faltendicken aller Messpunkte in mm |
| {\displaystyle k_{i}} | Koeffizienten                                 |

|                                  | 3-Falten-Formel nach Jackson & Pollock                                                                                  | 3-Falten-Formel nach Jackson & Pollock                                                                                       | 3-Falten-Formel nach Lohmann                                                                                               | 7-Falten-Formel nach Jackson & Pollock | 7-Falten-Formel nach Jackson & Pollock | 4-Falten-Formel nach dem National Health Center of America (NHCA)                                                                                          | 9-Falten-Formel nach Parillo |
| Mann                             | Frau | Mann | 3-Falten-Formel nach Lohmann                                                                                               | Frau | | 4-Falten-Formel nach dem National Health Center of America (NHCA)                                                                                          | 9-Falten-Formel nach Parillo |
| -------------------------------- | --- | --- | --- | --- | --- | --- | --- |
| {\displaystyle F}                | {\displaystyle [(4,95/(k_{0}-(k_{1}*S)+(k_{2}*S^{2})-(k_{a}*a)))-4,5]*100}                                              | {\displaystyle [(4,95/(k_{0}-(k_{1}*S)+(k_{2}*S^{2})-(k_{a}*a)))-4,5]*100}                                                   | {\displaystyle [(4,95/(k_{0}-(k_{1}*S)+(k_{2}*S^{2})-(k_{a}*a)))-4,5]*100}                                                 | {\displaystyle [(4,95/(k_{0}-(k_{1}*S)+(k_{2}*S^{2})-(k_{a}*a)))-4,5]*100} | {\displaystyle [(4,95/(k_{0}-(k_{1}*S)+(k_{2}*S^{2})-(k_{a}*a)))-4,5]*100} | {\displaystyle k_{0}+k_{1}\cdot S+k_{2}\cdot S^{2}+k_{\mathrm {a} }\cdot a}                                                                                | {\displaystyle k_{0}\cdot {\frac {S}{m}}} |
| {\displaystyle S}                | {\displaystyle d_{\mathrm {Brust} }} {\displaystyle +d_{\mathrm {Bauch} }} {\displaystyle +d_{\mathrm {Oberschenkel} }} | {\displaystyle d_{\mathrm {Trizeps} }} {\displaystyle +d_{\mathrm {Bauch} }} {\displaystyle +d_{\mathrm {H{\ddot {u}}fte} }} | {\displaystyle d_{\mathrm {Schulterblatt} }} {\displaystyle +d_{\mathrm {Trizeps} }} {\displaystyle +d_{\mathrm {Bauch} }} | {\displaystyle d_{\mathrm {Brust} }} {\displaystyle +d_{\mathrm {Schulterblatt} }} {\displaystyle +d_{\mathrm {Achsel} }} {\displaystyle +d_{\mathrm {Trizeps} }} {\displaystyle +d_{\mathrm {Bauch} }} {\displaystyle +d_{\mathrm {H{\ddot {u}}fte} }} {\displaystyle +d_{\mathrm {Oberschenkel} }} | {\displaystyle d_{\mathrm {Brust} }} {\displaystyle +d_{\mathrm {Schulterblatt} }} {\displaystyle +d_{\mathrm {Achsel} }} {\displaystyle +d_{\mathrm {Trizeps} }} {\displaystyle +d_{\mathrm {Bauch} }} {\displaystyle +d_{\mathrm {H{\ddot {u}}fte} }} {\displaystyle +d_{\mathrm {Oberschenkel} }} | {\displaystyle d_{\mathrm {Schulter} }} {\displaystyle +d_{\mathrm {Brust} }} {\displaystyle +d_{\mathrm {Achsel} }} {\displaystyle +d_{\mathrm {Bauch} }} | {\displaystyle d_{\mathrm {Brust} }} {\displaystyle +d_{\mathrm {Schulterblatt} }} {\displaystyle +d_{\mathrm {Bizeps} }} {\displaystyle +d_{\mathrm {Trizeps} }} {\displaystyle +d_{\mathrm {Bauch} }} {\displaystyle +d_{\mathrm {H{\ddot {u}}fte} }} {\displaystyle +d_{\mathrm {Oberschenkel} }} {\displaystyle +d_{\mathrm {Wade} }} {\displaystyle +d_{\mathrm {Unterer\ R{\ddot {u}}cken} }} |
| {\displaystyle k_{0}}            | {\displaystyle 1{,}10938}                                                                                               | {\displaystyle 1{,}0994921}                                                                                                  | {\displaystyle 1{,}0982}                                                                                                   | {\displaystyle 1{,}112} | {\displaystyle 1{,}097} | {\displaystyle -3{,}28791} | {\displaystyle 12{,}258} |
| {\displaystyle k_{1}}            | {\displaystyle 0{,}0008267}                                                                                             | {\displaystyle 0{,}0009929}                                                                                                  | {\displaystyle 815\cdot 10^{-6}}                                                                                           | {\displaystyle 434{,}99\cdot 10^{-6}} | {\displaystyle 469{,}71\cdot 10^{-6}} | {\displaystyle 277{,}84\cdot 10^{-3}} | |
| {\displaystyle k_{2}}            | {\displaystyle 0{,}0000016}                                                                                             | {\displaystyle 0{,}0000023}                                                                                                  | {\displaystyle 8{,}4\cdot 10^{-7}}                                                                                         | {\displaystyle 0{,}55\cdot 10^{-6}} | {\displaystyle 0{,}56\cdot 10^{-6}} | {\displaystyle -0{,}53\cdot 10^{-3}} | |
| {\displaystyle k_{\mathrm {a} }} | {\displaystyle 0{,}0002574}                                                                                             | {\displaystyle 0{,}0001392}                                                                                                  | {\displaystyle 0} | {\displaystyle 288{,}26\cdot 10^{-6}} | {\displaystyle 128{,}28\cdot 10^{-6}} | {\displaystyle 124{,}37\cdot 10^{-3}} | |